# John Canton
John Canton, född 31 juli 1718 i Stroud, död 22 mars 1772 i London, var en engelsk naturforskare. 
Canton uppfann en metod att framställa konstgjorda magneter utan hjälp av naturliga och bestämde mängden av den i leidenflaskan samlade elektriciteten. När den nya gregorianska kalendern infördes i England 1752, uppställde Canton lättfattliga regler för beräkning av skottår med mera. Genom sin 1753 utgivna avhandling Electrical experiments, with an attempt to account for their several phenomena visade han, samtidigt med Franklin, att några moln är positivt, andra negativt elektriskt laddade. 
År 1754 visade han, att arten av den elektricitet, som en kropp erhåller vid gnidning, är beroende av tyget. År 1759 framlade han för Royal Society i London An attempt to account for the regular diurnal variation of the horizontal magnetic needle och 1761 en annan viktig avhandling över sina iakttagelser vid Venuspassagen 6 juni samma år. De båda följande åren utkom Experiments to prove that water is not incompressible, vari han bevisade vattnets sammantryckbarhet.